# Scuola Superiore delle Arti di Gyeonggi
La scuola superiore delle arti di Gyeonggi (in Hangŭl, 경기예술고등학교; in Inglese, Gyeonggi Arts High School), colloquialmente noto come 경기예고 è una scuola d'arte, situata a Bucheon, Corea del Sud. È l'unico liceo pubblico tra i licei d'arte situato a Gyeonggi-do e dispone di un dormitorio che può ospitare circa 200 persone.

## Organizzazione
Fornisce curriculum per un totale di 4 campi artistici e il numero di reclutamento varia a seconda del dipartimento. Il dipartimento musicale è diviso in major dettagliate in base allo strumento musicale e il dipartimento artistico può scegliere una delle quattro major principali durante il semestre: pittura occidentale, pittura coreana, scultura e design. Il Dipartimento di teatro e cinema è diviso in major di recitazione e major di cinema. Ha diverse classi preparatorie diverse da manga e animazione, oltre a corsi di studio all'estero in Giappone e Francia.
- Dipartimento di Musica Classica
- Dipartimento di Animazione e Cartoni Animati
- Dipartimento di Arte
- Dipartimento di Cinema e Teatro

## Alunni notevoli
- Kim Seol-hyun

## Nei media
- JTBC Welcome Back to School episodio 40, 41, 42, 43